# Tropaeastrum
Tropaeastrum  es un género de plantas con flores de la familia Tropaeolaceae. Comprende una especie, Tropaeastrum patagonicum.

## Sinónimo
- Trophaeastrum